# التهاب الأوعية المجهري
التهاب الأوعية المجهري (بالإنجليزي: Microscopic polyangiitis) أحد أمراض المناعة الذاتية يؤدي إلى ظهور زرقة وبفع أرجوانية على سطح الجلد.

## التشخيص
يمكن تشخيصه بواسطة تحليل الدم واختبار زيادة سرعة ترسيب كريات الدم وفحص الدم كاملا، تحليل أضداد[ ؟ ] سيتوبلازما الخلايا المعتدلة، واختبار نسبة خلايا الدم في البول .

## العلاج
يتم علاج التهاب الأوعية المجهري بأدوية بريدنيزون وريتوكسان, أدوية سامة للخلايا مثل سيكلوفوسفاميد وآزويثوبرين, وكذلك تنقية البلازما .
في عام 2011 وافقت إدارة الأدوية والأغذية على استخدام جلوكوز كورتيزول لعلاج المرض 